# Челяпов, Николай Иванович
Николай Иванович Челяпов (6 (18) мая 1889 — 8 января 1938) — советский правовед и музыкальный деятель. Доктор государственных и правовых наук.

## Биография
Сын художника из крестьян. Родился в селе Дурное Пронского уезда Рязанской губернии.
Окончил юридический факультет Московского университета (1912). Занимался по классу фортепиано в Музыкально-драматическом училище Московского филармонического общества.
После Октябрьской революции работал в ВСНХ, ЦК Всероссийского союза металлистов, Главпрофобре.
С 1922 года — профессор, в 1922—1925 годах — ректор  Московского института народного хозяйства.
С 1928 года директор и член президиума Института советского права РАНИОН.
С 1929 года заведовал секцией советского строительства в Институте советского строительства и права Коммунистической академии, профессор Института красной профессуры советского строительства и права, ответственный редактор журнала «Музыка и революция» (на этом посту заменил музыковеда М. Гринберга).
В 1930—1931 — руководитель Музыкального сектора и директор Государственной академии искусствознания, до перевода её в Ленинград, 1931). В 1933—1936 годах второй председатель правления Московского Союза советских композиторов. В 1933—1937 гг. — ответственный редактор журнала «Советская музыка» (до 1937).
Арестован 14 августа 1937 года. Приговорен ВКВС СССР 8 января 1938 года по обвинению в участии в контр-революционной террористической организации. Расстрелян и похоронен на «Коммунарке» 8 января 1938 года. Реабилитирован 19 ноября 1955 года.